# Brachytome hirtellata
Brachytome hirtellata là một loài thực vật có hoa trong họ Thiến thảo. Loài này được Hu mô tả khoa học đầu tiên năm 1940.